# Monopoly City Streets
《Monopoly City Streets》是一款2009年9月9日至12月9日運作的網頁遊戲，改編自图版游戏。玩者根據真實世界的地圖去購買街道並發展自己的物業。從而賺取更多金錢購買土地。遊戲地圖使用Google Maps及OpenStreetMap。由孩之寶廣告代理商Tribal DDB開發。

## 目標
玩家要在為期三個月內，成為賺錢最多的玩家，購買土地後，興建房屋增加收入，從而購買更昂貴的土地。

## 玩法
遊戲一開始時擁有300萬遊戲貨幣，街道價值視乎可發展土地多大。如果街道沒人擁有，可直接購買，反之則要向其他玩家提出收購。每天在UTC0時0分結算，有100萬元的基本收入，最初的五塊土地是免稅的，其後每買一塊土地就多收3%的稅項。當玩者擁有第38塊土地時，稅率達100%，玩者不能取得任何收入。此外玩者每一次行動有機會獲得「機會」卡，可以保護自己的街道以及對其他玩者進行破壞，增加或減少玩家手頭上現金。

### 街道
玩家可以購買現實世界中的街道（不是世界所有街道可以讓玩家購買，例如是偏僻城鄉或較落後國家），當玩家開始遊戲前，系統會要求你尋找一塊土地，你可以購入沒人佔領或玩家已有的街道。購入後系統要求你註冊帳戶，確定身份開正式開始遊戲。假如你向其他玩家購買土地，價值一定不能低於現時價值。此外其他玩家想收購你的土地，你可以選擇接受、拒絕或向買家提出另一個價錢。

### 建築
建築可分為三類，第一是住宅，從租金中增加收入，價值越高的建築，收入越大。由單層房子至摩天大廈。隨著玩家等級上升，可建築的建築將會增加。第二類是攻擊性建築，從機會卡隨機抽到，例如是監獄、工廠，如果該街道仍有空位的話，可以建造這些有害的建築物，防止玩家從該街道賺取收入。最後一種是防禦性建築，都是從機會卡隨機抽到，例如是運動場、公園等，建造後保護自己的街道即使有攻擊性建築亦不會影響收入，除非其他玩家使用機會卡拆卸。

## 外部連結
- 《Monopoly City Streets》的官方網站
- 官方Twitter（页面存档备份，存于）